# Кеті Мейлі
Кеті Мейлі (англ. Katie Meili, нар. 16 квітня 1991, Керролтон, Техас, США) — американська плавчиня,  олімпійська чемпіонка та бронзова призерка Олімпійських ігор 2016 року.

## Виступи на Олімпійських іграх
| Олімпіада | Дисципліна         | Місце |
| --------- | ------------------ | ----- |
| Ріо 2016  | 100 м брасом       | 3     |
| Ріо 2016  | 4×100 м комплексом | 1     |